# Королівство Семін
Королівство Семін (івр. ממלכת סאמיאן), яке іноді називають Королівством Бет-Ісраель (івр. ממלכת ביתא ישראל) — юдейська держава на сході Африки з центром у північно-західній частині Ефіопії, що зникла в 1627 році під час правління імператора Сусеніоса І.
До виникнення королівства у північно-західній частині Ефіопії існували різні дрібні держави, якими правили єврейські династії. Єврейсько-ефіопська традиція датує утворення Королівства Семін IV століттям, відразу після того, як царство Аксум навернулося в християнство під час правління Езана.

## Посадові особи

### Династія Гедеонів
Династія ефіопських королів і привілейованих нащадків Седекії, який був первосвящеником під час правління царя Давида і царя Соломона. Згідно з традицією спільноти бета-Ізраїлю, син Седекії, Азарія був посланий до Ефіопії разом з Менеліком.
- Король Фінеас — перший король бета-Ізраїлю під час правління імператора Езана Аксумського.
- Король Гедеон IV — батько королеви Юдиф.
- Королева Юдиф (бл. 960—1000) знищила Аксумське царство.
- Король Гідеон V — (1434—1468) керував повстанням проти імператора Зари Якоба.
- Король Йорам — король бета-Ізраїлю під час правління імператора Ґелавдевоса.
- Король Раді — король бета Ізраїлю після короля Йорама під час правління імператора Мінаса.
- Король Калеб — король бета-Ізраїлю після короля Раді в часи імператора Сарси Денгеля.
- Король Гошен — король бета-Ізраїлю під час правління імператора Сарси Денгеля.
- Король Гедеон VII — король бета-Ізраїлю під час епохи імператора Сусеніоса.
- Король Пінхаса — король бета Ізраїлю після Гедеона VII. Останній король бета Ізраїлю.

## Назва
Згідно з традицією Бета-Ізраїлю, за час його існування царство називалося «Королівством Гедеонів», після назви династії єврейських царів, яка керувала нею. Документ 10-го століття арабських істориків стверджує, що ім'я королівства, яке підкорило імперію Аксум після повстання королеви Юдіф, є «ха-Дані». Цей документ може підтвердити документи Ельдада Га-Дані, який згадував, що плем'я Дан добровільно покинуло Палестину та заснували незалежне королівство. З 15-го століття до початку 17-го століття Ефіопська імперія називала королівство «Фалашою». Пізніше ця назва була популяризована, а також з'являється в єврейських творах того періоду. Географ 16-го століття Лівіо Сануто називав королівство «землею євреїв» («Judaeorum Terra») на своїй карті «Tabula X», опублікованій в 1588 році. («terra de 'Giudei»).
Іншою назвою, яка була дуже поширеною в 16-му і 17-му століттях, було «Королівство Семіена», яким королівство називали за регіоном у якому воно домінувало після втрати контролю над регіонами Дембія і Вегера.

## Історія

### Створення

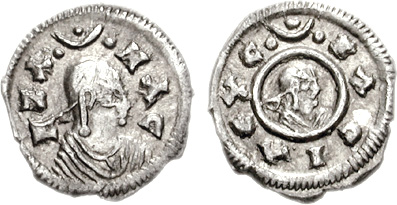
Монета із зображенням імператора Езана

Згідно з бета-традицією Ізраїлю, єврейське царство Бета-Ізраїль або царство Семьєн спочатку було засновано після того, як Езана була коронованою як імператор Аксум (у 325 р. Н.е.). Езана, яку в дитинстві виховувала місіонер Фрументуй, оголосила християнство релігією ефіопської імперії після того, як він був коронований. Жителі, які практикували іудаїзм і відмовилися прийняти християнство, почали обурюватися — цю групу імператором називали «бета-Ізраїль». Королівство Бета-Ізраїль було встановлено після громадянської війни між єврейським населенням і християнським населенням [3]. Єврейські повстанці хотіли відрізнити себе від людей, які практикували християнство, і тому під час цієї громадянської війни єврейська громада почала мігрувати з Імперії до Семенських гір і провінції Дембія — регіонів, розташованих на північ від озера Тана і на південь від Річка Tekezé — на той час ця область / напівперіод / не була невід'ємною частиною імперії Axum і в результаті євреї почали засновувати своє царство в Semien. Вінчав першого царя, Фінеаса, нащадка єврейського первосвященика Садока, і почав період територіальної експансії на схід і на південь.

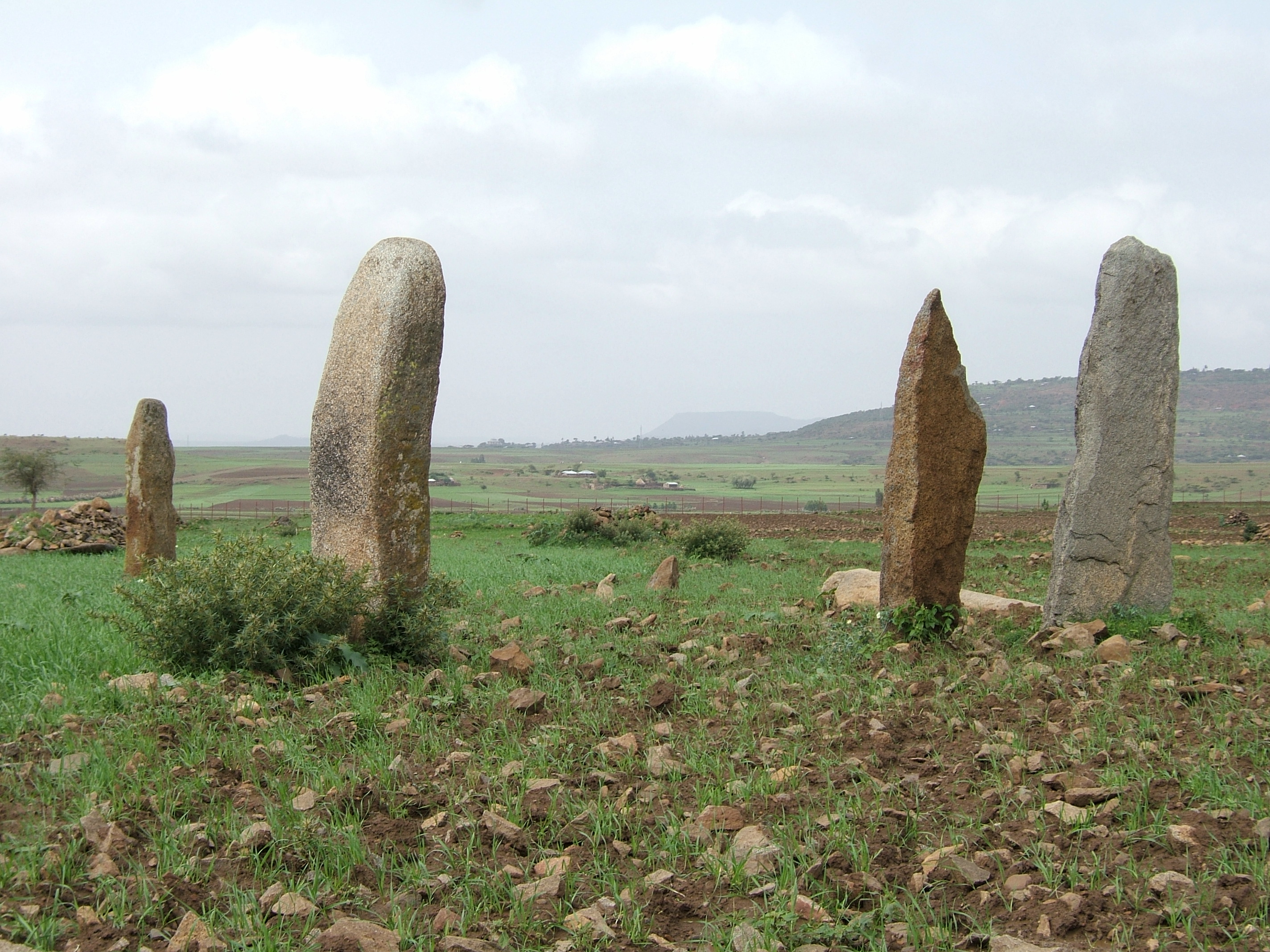
«Поле Джудіт»: область, повна руїн зруйнованих будівель, які за традицією були зруйновані силами королеви Джудіт.

У середині 9 століття імперія Аксума почала нову експансію, яка призвела до збройного конфлікту між військами Імперії та військами бета-Ізраїлю. Королівство Бета-Ізраїль під керівництвом царя Гедеона зуміло перемогти сили Аксума. Тим не менш, під час битви цар Гідеон був убитий. В результаті, дочка Гідеона Джудіт (Гудіт) успадкувала царство від свого батька і прийняла командування. Перший виклик Джудіта полягав у тому, щоб зупинити будь-які подальші вторгнення до королівства християнською Аксумітською імперією. У результаті Джудіт утворив союз з Агау — таким чином утворився військовий союз між тими, хто виступав проти розширення християнської Аксумітської імперії.
Близько 960 р. Велика племінна конфедерація на чолі з королевою Джудіт, яка включала як війська племен агаів, так і війська бета Ізраїлю, вторглася до столиці Аксум і завоювала і зруйнувала місто Аксум (включаючи багато церков і монастирів, які були спалені і зруйновані.) і наклали єврейське панування над Аксумом. Крім того, троє Акмуміту було вирване, і сили королеви Джудіт розграбували і спалили монастир Дебре-Дамо, який на той час був скарбницею і в'язницею для чоловічих родичів імператора Ефіопії, вбиваючи всіх потенційних спадкоємців імператора .
Після падіння імперії Аксум, королева Джудіт увінчала себе імператрицею і призначила правителів у завойованих провінціях. Королева Джудіт керувала територією, яку вона завоювала близько 40 років, встановивши торгові відносини з сусідніми країнами і врешті-решт передавши трон її нащадкам.
Золотий вік королівства Бета-Ізраїль, згідно з ефіопською традицією, відбувся між 858—1270 рр., Коли процвітало єврейське царство. У цей період світовий єврей вперше почув історії про Ельдада ха-Дані, який, очевидно, побував у королівстві. Марко Поло і Бенджамін Тудели також згадують про незалежне ефіопське єврейське царство в творах того періоду. Цей період закінчується піднесенням християнської Соломонової династії.

### Війни і крах
У 1270 році християнська династія Соломонових була відновлена після коронування монарха, який заявляв про походження від одного королівського князя, якому вдалося уникнути повстання королеви Джудіт. Протягом наступних трьох століть імператори Соломонової династії провели довгий і безперервний ряд збройних протистоянь з єврейським царством.
У 1329 році імператор Амда Сейон агітував в північно-західних провінціях Семьен, Вегера, Целемт і Цегеде, де багато з них переходили до іудаїзму і де бета-Ізраїль набував популярності. Він послав там війська, щоб боротися з людьми «як євреї» (Ge'ez ከመ: አይሁድ kama ayhūd).

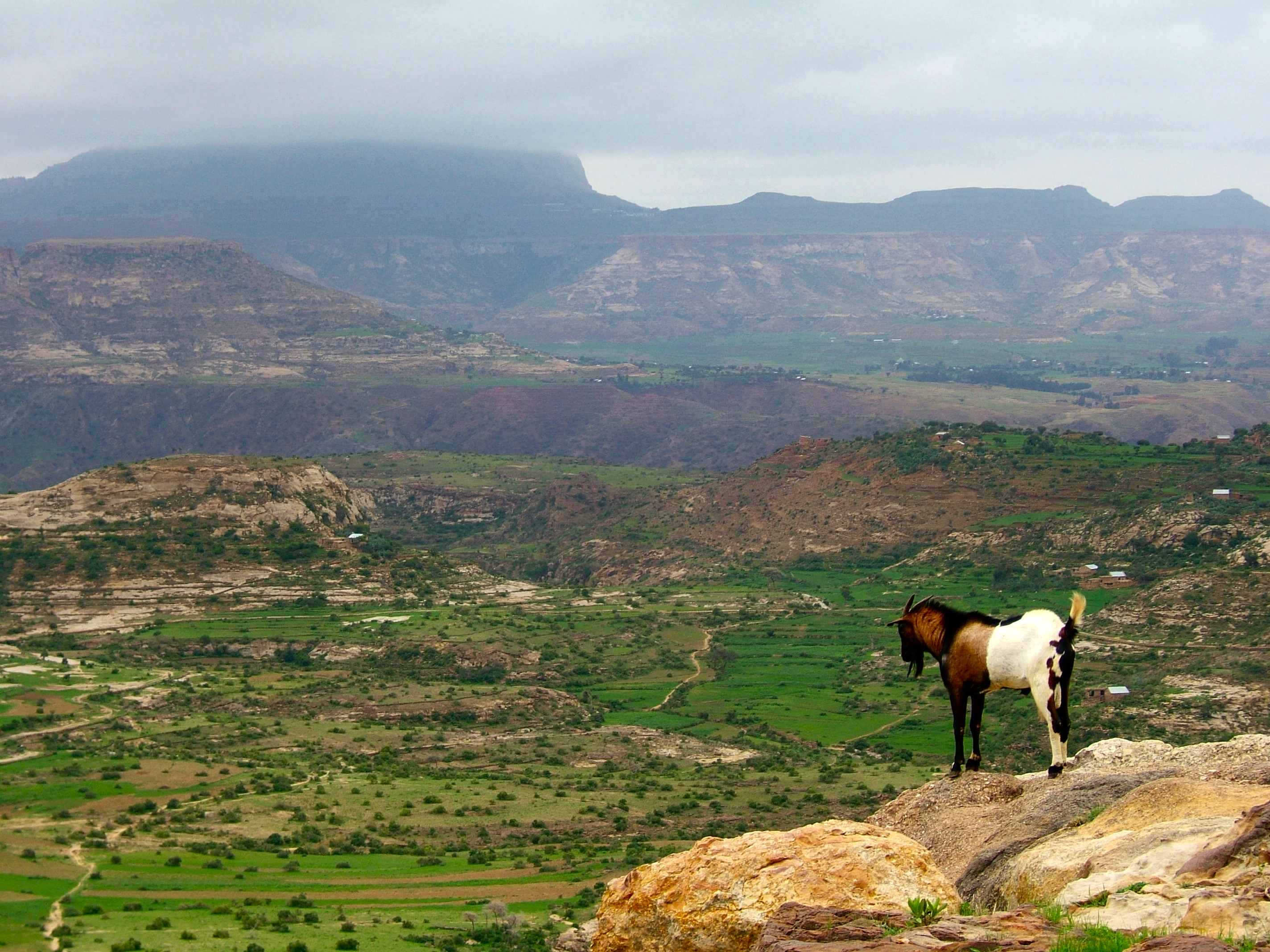
Район Рас-Дашен, який був частиною королівства

Під час правління імператора Єшака (1414—1429), який вторгся в єврейське царство, він анексував його і почав чинити релігійний тиск. Єшак розділив окуповані території єврейського королівства на три провінції, які контролювали призначені ним комісари. Він зменшив соціальний статус євреїв нижче, ніж християн, і змусив євреїв перетворити або втратити свою землю. Це було б віддане як rist, тип землі кваліфікація, яка зробила його назавжди спадкоємця одержувачем і не переноситься імператором. Єшак постановив: «Той, хто хреститься в християнській релігії, може успадкувати землю свого батька, інакше нехай він буде Фаласі». Це може бути походження терміна «Фалаша» (falāšā, «мандрівник» або «безземельний»).
До 1450 року єврейському королівству вдалося приєднати втрачені раніше території і почали готуватися до боротьби з арміями імператора. Сили бета-Ізраїлю вторглися в Ефіопську імперію в 1462 році, але програли кампанію, і багато її військових сил було вбито. Пізніше війська ефіопського імператора вторглися до королівства напів в регіоні Бегемдер і вбивали багатьох євреїв у цьому регіоні протягом семи років. Незважаючи на те, що після цього область королівства стала значно меншою, євреї змогли відновити своє царство.
Між 1529 і 1543 мусульманськими арміями Султанат-мусульмани за допомогою сил Османської імперії вторглися і воювали Ефіопська імперія і наблизилися до гасіння стародавнього царства Ефіопії. За цей час євреї уклали пакт з Ефіопською імперією. Лідери Королівства Бета Ізраїль змінили свій альянс під час війни і почали підтримувати мусульманські армії Султаната. Армії Адальського султанату не бачили на користь зміни альянсу єврейського царства і продовжували боротьбу з ними, а потім завойовували різні регіони єврейського королівства, сильно пошкодили його економіку і вбили багатьох своїх членів. В результаті, лідери королівства Бета-Ізраїль звернулися до Ефіопської імперії та їхніх союзників португальців і просили їх допомогти у завоюванні королівських областей від Адальського султанату. Сили ефіопської імперії в кінцевому рахунку успішно завойовують царство і звільняють Ефіопію від Ахмеда Гранга. Тим не менш, ефіопська імперія вирішила оголосити війну проти єврейського королівства семенів через зміну позицій єврейських лідерів під час ефіопсько-адальської війни. За допомогою португальських сил з ордену єзуїтів Ефіопська імперія під владою імператора Гелавдова вторглася в єврейське царство і стратила єврейського короля Йорама. В результаті цієї битви, райони королівства стали значно меншими і тепер включали лише регіон Сем'ян.
У XVI столітті головний рабин Єгипту, рабин Давид бен Соломон ібн Абі Зімра (Радбаз) проголосив, що з точки зору халаха (єврейський правовий кодекс), ефіопська спільнота, безумовно, єврейська.
Після страти короля Йорама король Раді став лідером королівства Бета-Ізраїль. Король Раді також воював проти ефіопської імперії, якою в цей час керував імператор Менас. Сили єврейського королівства вдалося завоювати територію на південь від королівства і зміцнити свою оборону в горах Семьян. Битви проти сил імператора Менас були успішними, оскільки ефіопські сили імперії були зрештою розбиті.
Під час правління імператора Сарси Денгеля вторглися єврейське царство, і сили ефіопської імперії осадили царство, євреї пережили облогу, але в кінці облоги король Гошен був страчений і багато його солдатів, а також багато хто інші бета-членів Ізраїлю здійснили масове самогубство.
Коли сили ефіопської імперії вторглися до регіону Семен, вони зіткнулися з опором нового царя Гедеона VII. Сили ефіопської імперії зрештою вирішили припинити блокаду, і єврейське царство було відновлено.
Під час правління імператора Сусеніо ефіопська імперія розпочала війну проти єврейського королівства і вдалося завоювати царство і приєднати його до ефіопської імперії до 1627 року.